# Ried-Brig
Ried-Brig (do 1994 Ried bei Brig) – miejscowość i gmina (Politische Gemeinde) w południowej Szwajcarii, w kantonie Valais, w okręgu (Bezirk) Brig.  

## Demografia
W Ried-Brig mieszka 2 160 osoby. W 2021 roku 10,1% populacji gminy stanowiły osoby urodzone poza Szwajcarią. 

## Transport
Przez teren gminy przebiega droga główna nr 95.